# Science-Fiction-Jahr 1896
Übersicht

◄◄ | ◄ | 1892 | 1893 | 1894 | 1895 | Science-Fiction-Jahr 1896 | 1897 | 1898 | 1899 | 1900 | ► | ►►

Weitere Ereignisse

## Neuerscheinungen Literatur
| Deutscher Titel                                                              | Deutschsprachiges Erscheinungsjahr | Originaltitel            | Autor         | Anmerkungen         |
| ---------------------------------------------------------------------------- | ---------------------------------- | ------------------------ | ------------- | ------------------- |
| Der Untergang der Erde und die Reise der letzten Erdenbewohner nach dem Mars | –                                  | –                        | Emil von Nord |                     |
| Der Umsturz                                                                  | –                                  | –                        | Berthold Otto |                     |
| Die Erfindung des Verderbens                                                 | 1896                               | Face au drapeau          | Jules Verne   |                     |
| Die Insel des Dr. Moreau                                                     | 1904                               | The Island of Dr. Moreau | H. G. Wells   |                     |
|                                                                              |                                    | The Final War            | Louis Tracy   | Zukunftskriegsroman |

## Geboren
- Katharine Burdekin († 1963)
- Stanton A. Coblentz († 1982)
- Rudolf H. Daumann († 1957)
- Lee van Dovski, Pseudonym von Herbert Lewandowski († 1996)
- Paul Coelestin Ettighoffer († 1975)
- Otto Willi Gail († 1956)
- Hermann Kasack († 1966)
- Murray Leinster († 1975)
- Franz Ludwig Neher († 1970)
- Ben Orkow († 1988)

## Gestorben
- William Morris (* 1834)